# Buster Crabbe
Buster Crabbe, właściwie Clarence Linden Crabbe II (ur. 17 lutego 1908 w Oakland, zm. 23 kwietnia 1983 w Scottsdale) – amerykański aktor i pływak. Posiada swoją gwiazdę na Hollywoodzkiej Alei Gwiazd. W 1928 roku zdobył brązowy medal na Letnich Igrzyskach Olimpijskich w Amsterdamie na 1500 m. stylem dowolnym w pływaniu, a w 1932 roku zdobył złoty medal na Letnich Igrzyskach Olimpijskich w Los Angeles na 400 m. stylem dowolnym w pływaniu.

## Wybrana filmografia

### filmy fabularne
- 1931: Maker of Men jako piłkarz
- 1941: Jungle Man jako dr Robert Hammond / Junga
- 1933: The Sweetheart of Sigma Chi jako Bob North
- 1937: Król graczy jako Eddie
- 1942: Królowa Broadwayu jako Ricky Sloane
- 1964: Tarzan Nieustraszony jako Tarzan
- 1982: The Comeback Trail jako Duke Montana

### seriale TV
- 1947: Kraft Television Theatre
- 1955: Captain Gallant of the Foreign Legion jako Kapitan Michael Gallant
- 1955: Star Tonight